# 石井品子
石井 品子（いしい しなこ、旧姓：内埜（うちの）、1865年（慶應元年） - 1895年（明治28年）9月12日）は、石井十次の最初の妻であり、社会事業家である。岡山県出身。

## 経歴

### 生い立ち
岡山県生まれ。1881年に同い年の石井十次（16歳）と品子（15歳）は結婚した。十次は品子と結婚した頃には教職や巡査の職に就いており、結婚後、十次の出身地である宮崎から品子の実家のある岡山へ活動拠点を移す。
その後、十次は医師を志すようになる。その間、品子は京都に機織の勉強に行き、岡山に帰ってからは、1885年（明治18年）高梁の順正高等女学校（現・岡山県立高梁高等学校）に入学している。品子がキリスト教の洗礼を受けるのは、この高梁の地である。
そして、石井十次が第三高等学校医学部岡山医学校で学んでいた1887年（明治20年）に、医師としての研修と転地療養を兼ねて訪れていた岡山市東区上阿知で、貧困に喘ぐ未亡人から一人の子を預かった。これをきっかけに同年の内に岡山市の三友寺で孤児教育会を開設、これが発展して日本初の私設孤児院である岡山孤児院になった。

### 日本初の孤児院設立後
1887年（明治20年）に孤児教育会を立ち上げた当初から、品子は、十次の大切なパートナーであり、十次が「孤児院を始めた当初は激しい体罰を加えることもあった。品子はそれを体を張って庇い、垢まみれで連れてこられた子供を風呂に連れて入り洗っていた。面倒見は実にこまやかで親身だった」とされている。孤児院の母親代わりとして20代の品子はよく働いていた。
1890年（明治23年）には長女の友子、1892年に次女の震子、1895年に三女の基和子が十次との間に誕生した。3人の子供の養育と数百人の孤児を預かる多忙な日々の中、岡山にてコレラが流行し、夫の十次が感染し2週間の間生死をさまようなか、品子は必死の看病をしたが、その苦労がたたったのか、十次が回復した2週間後の1895年（明治28年）9月12日に亡くなった。数え31歳、満30歳だった。